# Brigidino di Lamporecchio
I brigidini sono dei dolci tipici di Lamporecchio, comune in provincia di Pistoia. Sono delle cialde color giallo-arancio dalla superficie curva, molto friabili, con forma grossolanamente circolare e circa 10 centimetri di diametro. Gli ingredienti della pasta usata per prepararli sono: zucchero, farina, uova ed essenza liquida di anice (nelle ricette tradizionali e casalinghe si possono usare anche i semi).

## Origine
L'origine del nome della specialità sembra derivare dalle brigidine, monache di un convento di Pistoia devote di Santa Brigida che, verso la metà del XVI secolo, inventarono questi biscotti.

## Diffusione
Questo dolce è reperibile nella quasi totalità delle fiere, manifestazioni e sagre toscane (e spesso anche in altre regioni), nei luna park e in altre situazioni simili, venduto da ambulanti che lo preparano sul momento. Anticamente venivano trasportati nei caratteristici corbelli che in un primo momento erano di vimini, ricoperti al loro interno di carta cerata; in seguito i corbelli divennero in zinco per consentirne il miglior mantenimento. 

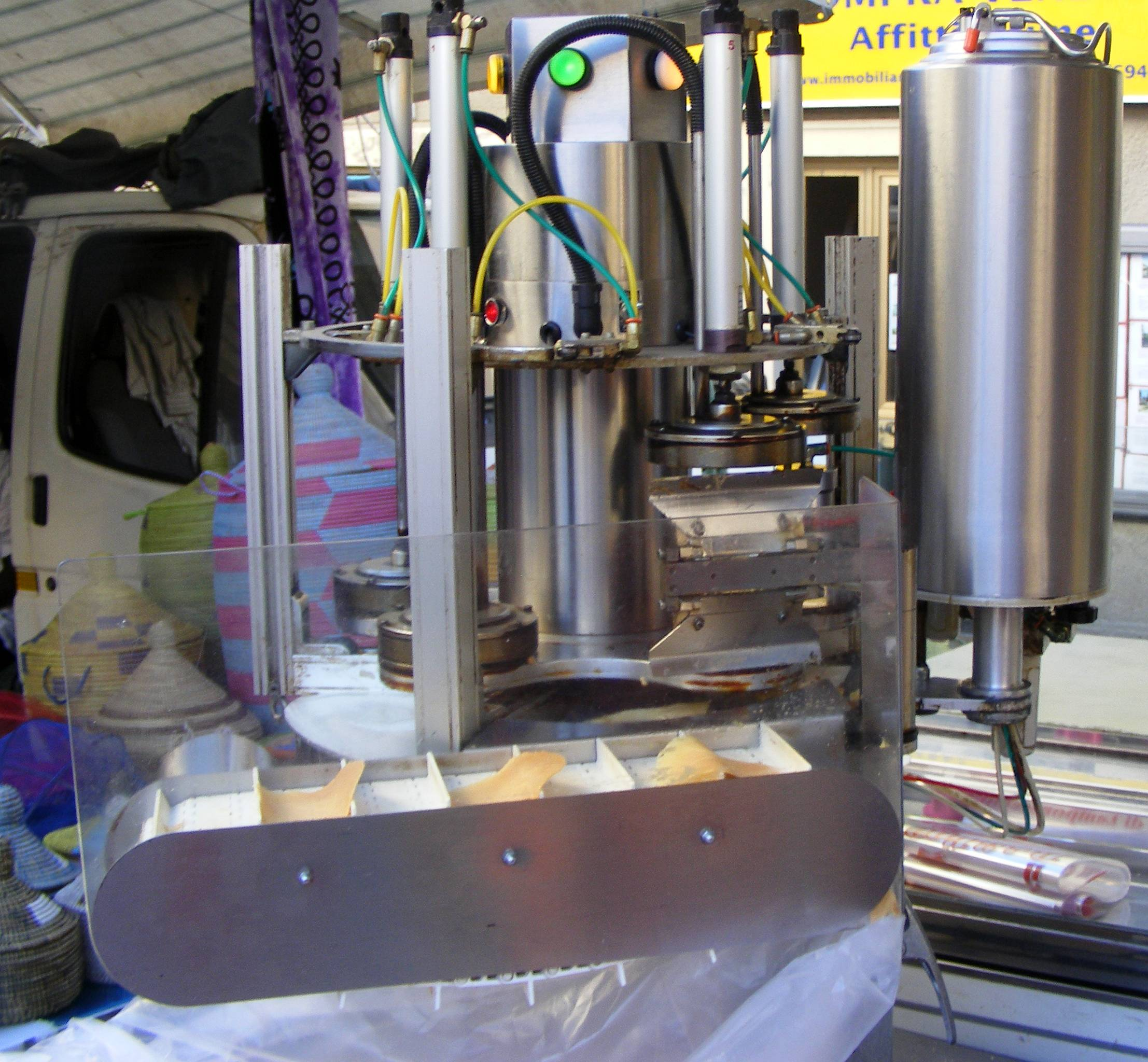
La macchina per produrre i brigidini

.

## Preparazione
Anticamente venivano utilizzate pesanti tenaglie metalliche che venivano usate per schiacciare e cuocere l'impasto. Le tenaglie avevano incisa nella parte interna una serie di motivi decorativi: girandole, soli, fiori stilizzati, che venivano riprodotti sui brigidini. Attualmente la preparazione avviene con un macchinario elettrico automatizzato che deposita la pasta su formelle di alluminio, in genere con inciso il disegno da realizzare sulla cialda, e la preme su di esse tramite pistoni ad aria compressa (le formelle sono riscaldate da resistenze sottostanti alla temperatura di 160 °C), per poi staccare dalla piastra il brigidino appena fatto tramite uno sportello. Una volta raffreddati e induriti (appena fatti sono malleabili), i brigidini vengono confezionati in tipici sacchetti trasparenti dalla forma stretta e allungata.